# Jerko Mikulić
Jerko Mikulić (ur. 26 sierpnia 1976 w Zadarze, Jugosławia) – chorwacki piłkarz, grający na pozycji obrońcy.

## Kariera piłkarska

### Kariera klubowa
Wychowanek klubu NK Zadar. Karierę piłkarską rozpoczął w klubie NK Hrvatski Vitez Posedarje. Po dwóch latach powrócił do rodzinnego klubu. W sezonie 1996/97 podczas służby wojskowej bronił barw wojskowej drużyny NK Dinara Knin. Po odejściu z wojska ponownie wrócił do NK Zadar. W grudniu 2002 przeszedł do Karpat Lwów. 9 marca 2003 zadebiutował w koszulce Karpat. Podczas przerwy zimowej sezonu 2004/05 wrócił po raz kolejny do NK Zadar. W 2008 zakończył karierę piłkarską.